# Стокфіск

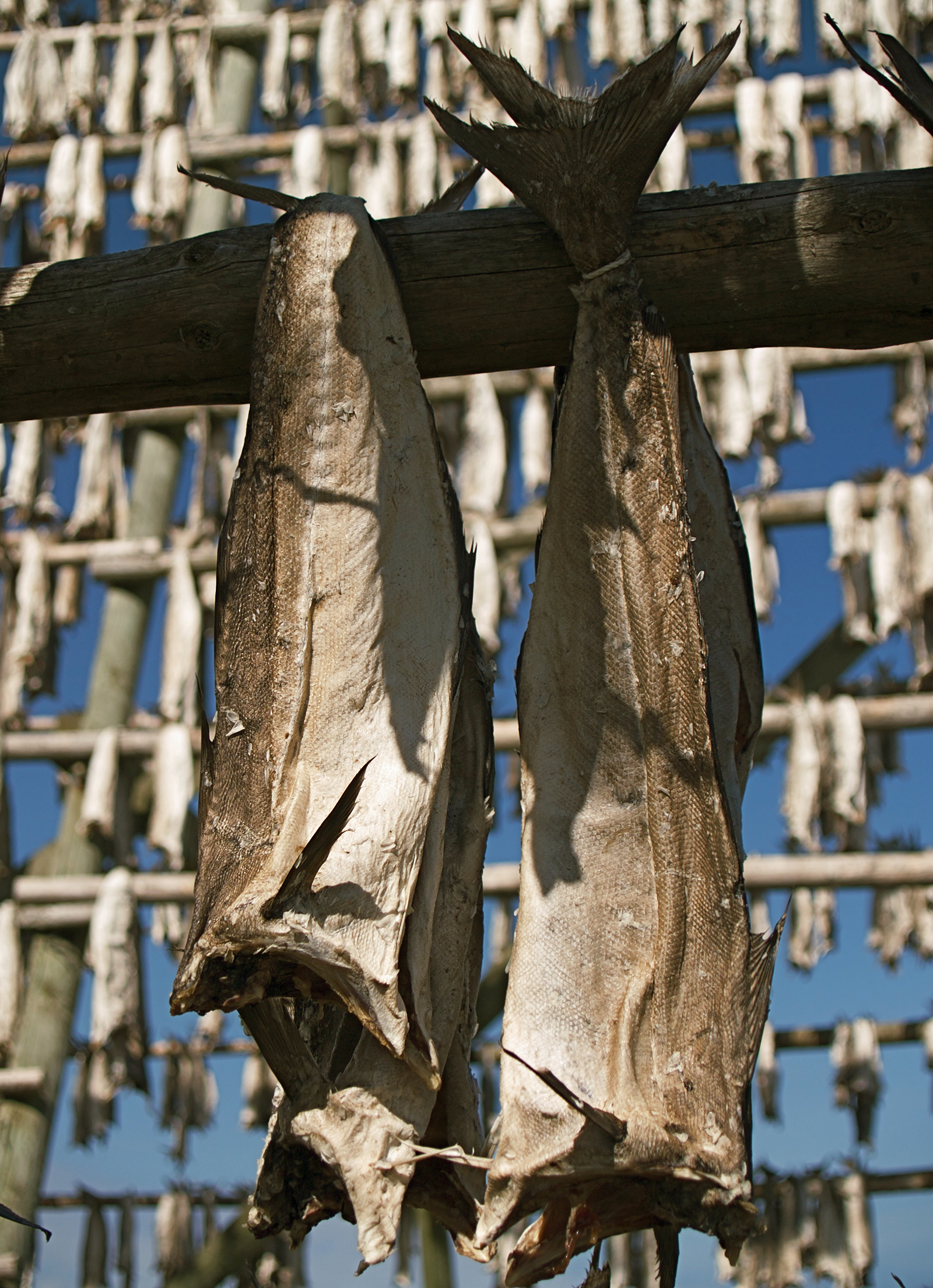
Стокфіск

Стокфіск на історичному гербі Ісландії

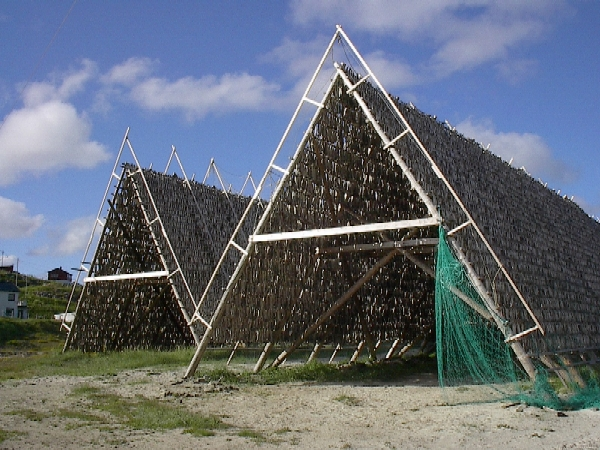
Сушильні рами в Норвегії

Стокфі́ск — прісно-сушена риба, одержувана методом холодного сушіння. Рибний білковий концентрат. Технологія сушіння риби поширена на півночі Європи, зокрема, в Норвегії та Ісландії.
Сировиною на стокфіск йдуть виключно худі риби, найчастіше тріска, рідше пікша і сайда. Для отримання продукту вищої якості, щоб м'ясо стокфіску набуло характерного білого кольору, важливим етапом попередньої обробки щойно виловленої рибної сировини є знекровлення: рибі підрізають калаточок, що з'єднує голову з черевцем, і залишають для стікання крові. Потім рибу патрають на пласт без голови, миють у прісній воді, зв'язують попарно і направляють на сушіння на сушильних рамах на відкритому повітрі або в камерах тунельного типу з примусовою циркуляцією повітря. Сушіння в природних умовах допускається тільки при температурі не вище 10°C протягом 6—8 тижнів. Вихід сушеної риби становить 25-27% від маси вихідної сировини. Висушена риба проходить сортування і складується в стоси по 50 кг для подальшого пресування з метою надання рибному продукту привабливого зовнішнього вигляду й компактності. Розмочування стокфіску для кулінарної доробки проводиться у досить холодній воді протягом кількох днів. Продукт набухає до вологості, близької до свіжої риби.
Стокфіск вважався настільки важливою частиною життя Ісландії, що з середини XIV століття використовувався як неофіційна емблема. Щит із коронованим стокфіском зображувався на великому королівському гербі Данії, де символізував Ісландію. Стокфіск залишався гербом Ісландії до 1903 року.